# Wapen van Piëmont

Het wapen van Piëmont.

Het wapen van Piëmont is het wapen van de Italiaanse regio Piëmont. Het wapen is bijna exact hetzelfde als de vlag van Piëmont. Het wapen is gebaseerd op een Piëmontees wapen uit 1424 en toont een wit kruis op een rood veld met bovenaan een lambello en een donkerblauwe lijst eromheen. 

## Verschillen tussen vlag en wapen
De enige verschillen tussen de vlag en het wapen zijn de vorm en de kleur. De vorm van de vlag is rechthoekig, die van het wapen is vierkant. Ook de kleuren zijn anders, in de vlag zijn de kleuren rood en wit veel feller en de lambello is donkerblauw in de vlag, in het wapen wat lichter blauw. Ook heeft het wapen geen lijst, de vlag wel.

Wapen
Vlag van Piëmont